# Fienvillers British Cemetery
Le Fienvillers British Cemetery est un cimetière militaire de la Première Guerre mondiale situés  sur le territoire de la commune de Fienvillers, dans le département de la Somme, au nord d'Amiens.

## Localisation
Ce cimetière est situé à 600 m au sud-ouest de la commune, à la limite des dernières habitations.

## Histoire

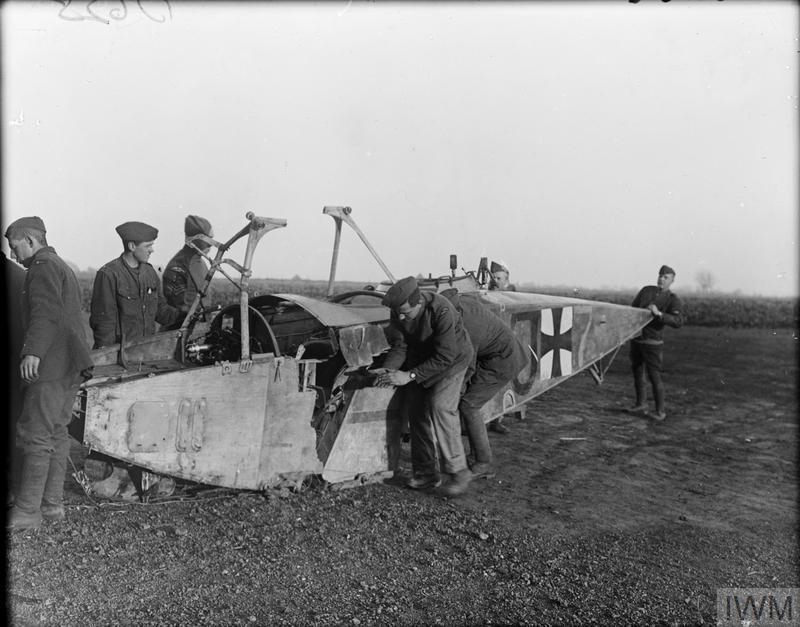
Mécaniciens aéronautiques démontant un biplan biplace (J7) Albatros C.III allemand abattu lors de la bataille de la Somme au QG de la 9e Escadre RFC à Fienvillers en 1916.

Le secteur est resté loin de la ligne de front jusqu'en mars 1918, date à laquelle, lors de  l'Offensive du Printemps de l'armée allemande, le front se rapproche à quelques kilomètres de Fienvillers.

Devant l'afflux des blessés, un hôpital militaire de l'armée britannique fut installé sur la commune.

Ce cimetière a été  commencé en mai 1918 et utilisé jusqu'en septembre suivant pour inhumer les soldats décédés des suites de leurs blessures.
Il y a  aujourd'hui 125 sépultures de la Première Guerre mondiale dans ce cimetière,

## Caractéristiques
Le cimetière britannique a un plan rectangulaire de 30 m sur 15.
Il est entouré d'une haie d'arbustes.

Le cimetière a été conçu par AJS Hutton et Sir Edwin Lutyens

## Galerie

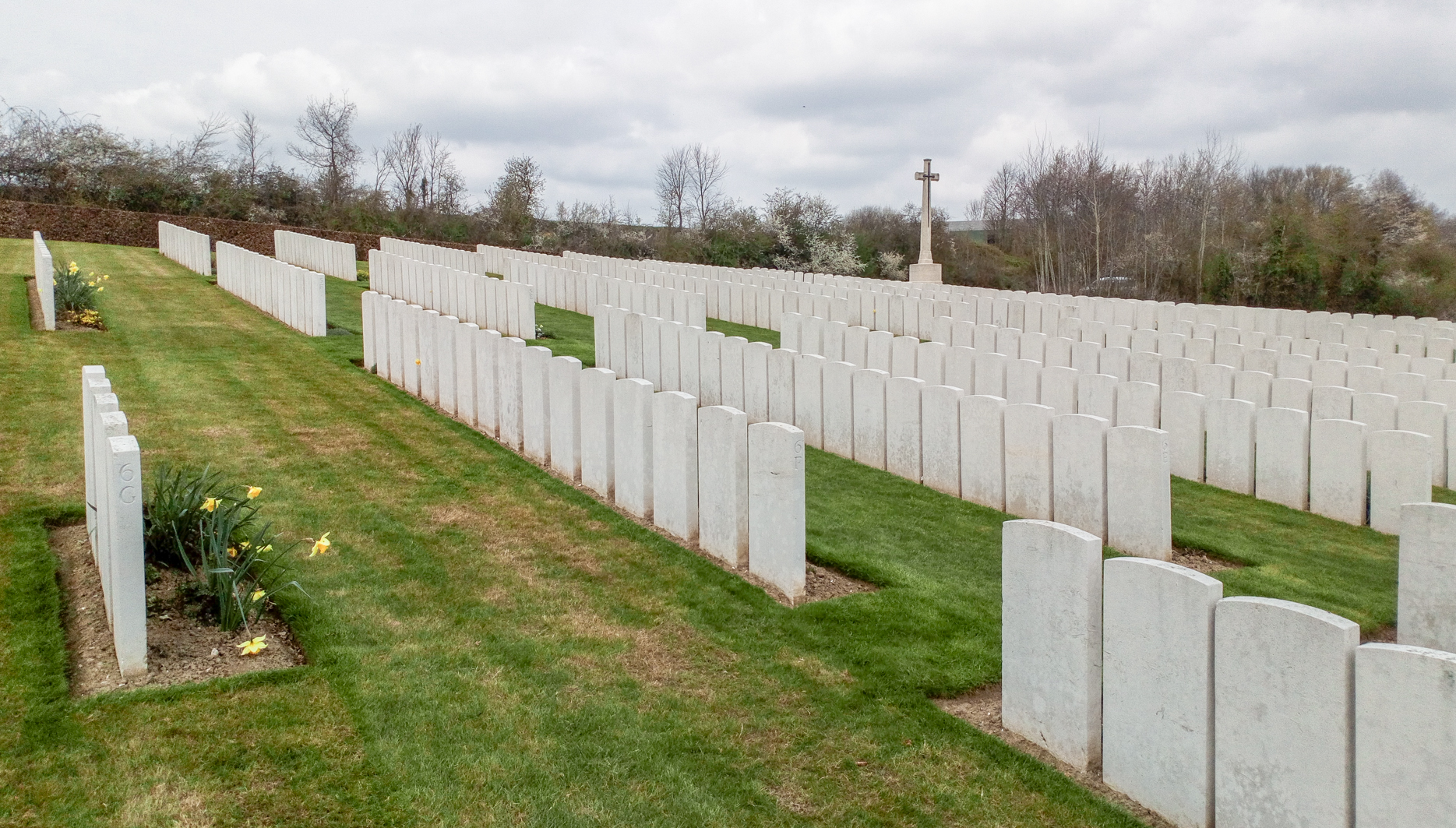
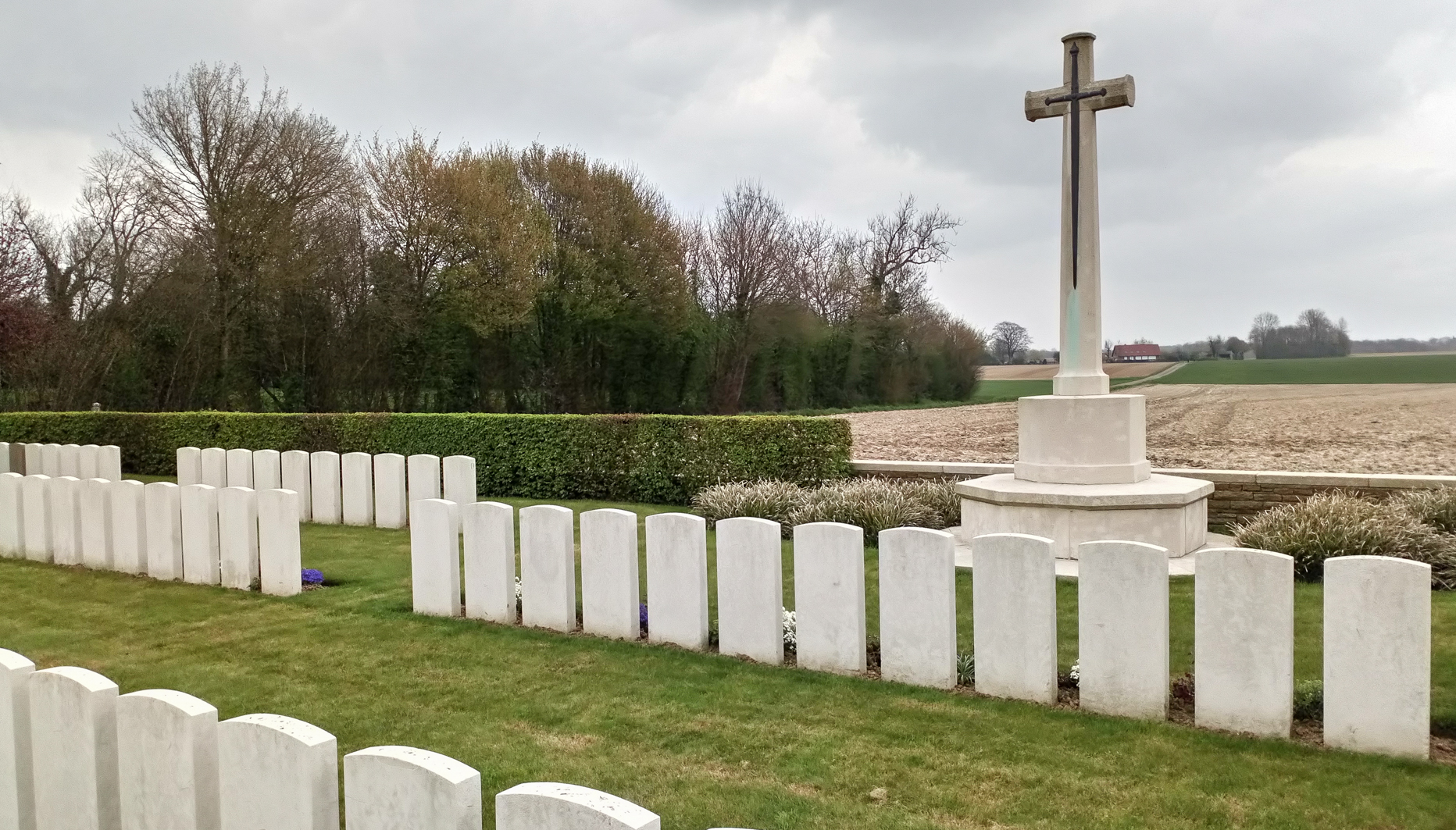
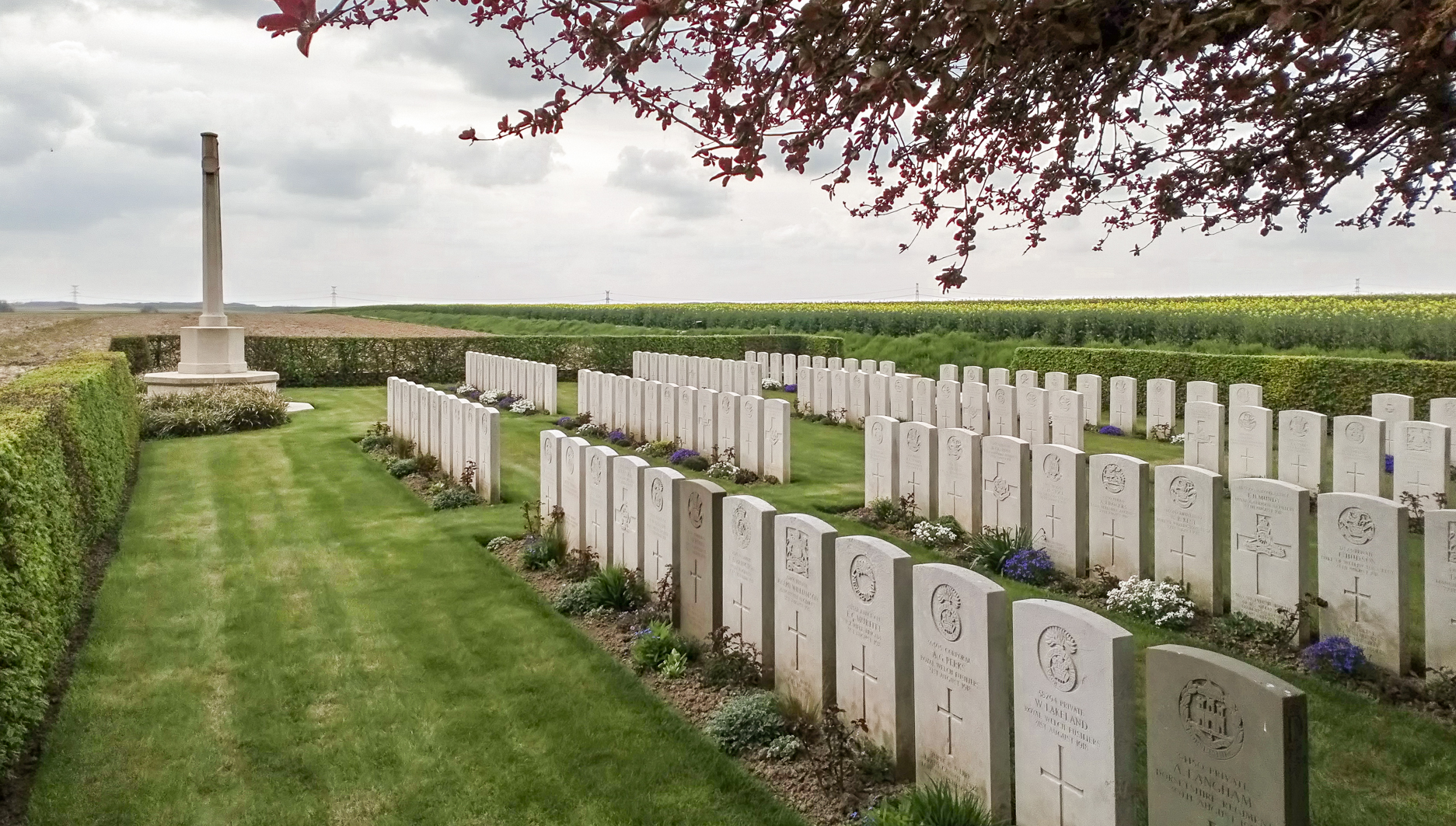
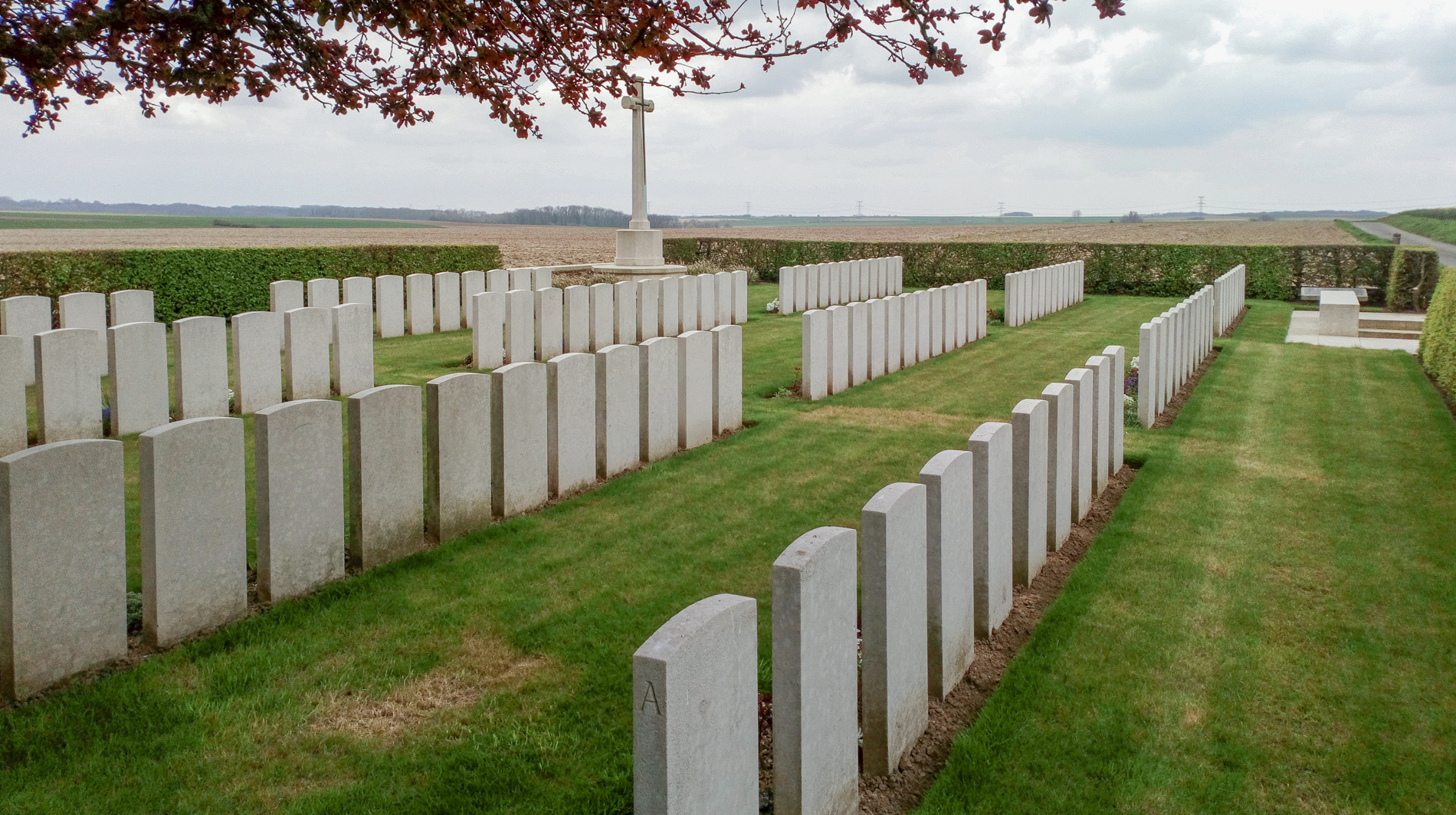

## Sépultures
| Pays             | Sépultures |
| ---------------- | ---------- |
| Royaume-Uni      | 123        |
| Australie        | 1          |
| Nouvelle-Zélande | 1          |
| Total            | 125        |